# Plagionotus arcuatus
Plagionotus arcuatus là một loài bọ cánh cứng trong họ Cerambycidae.

## Hình ảnh

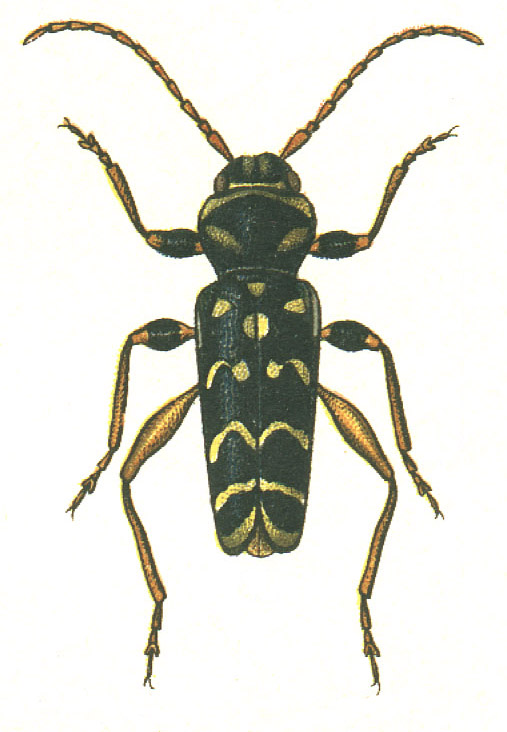
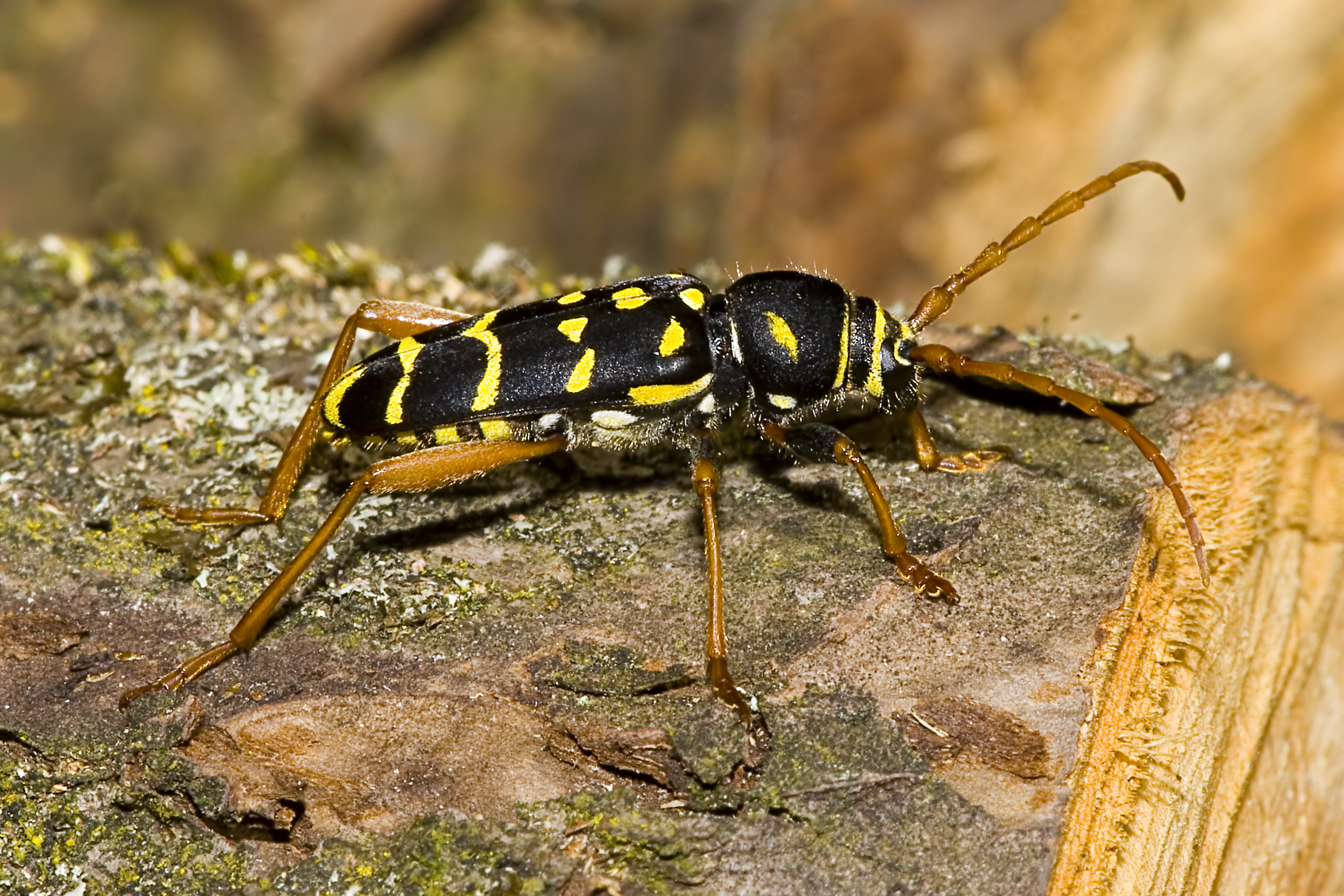
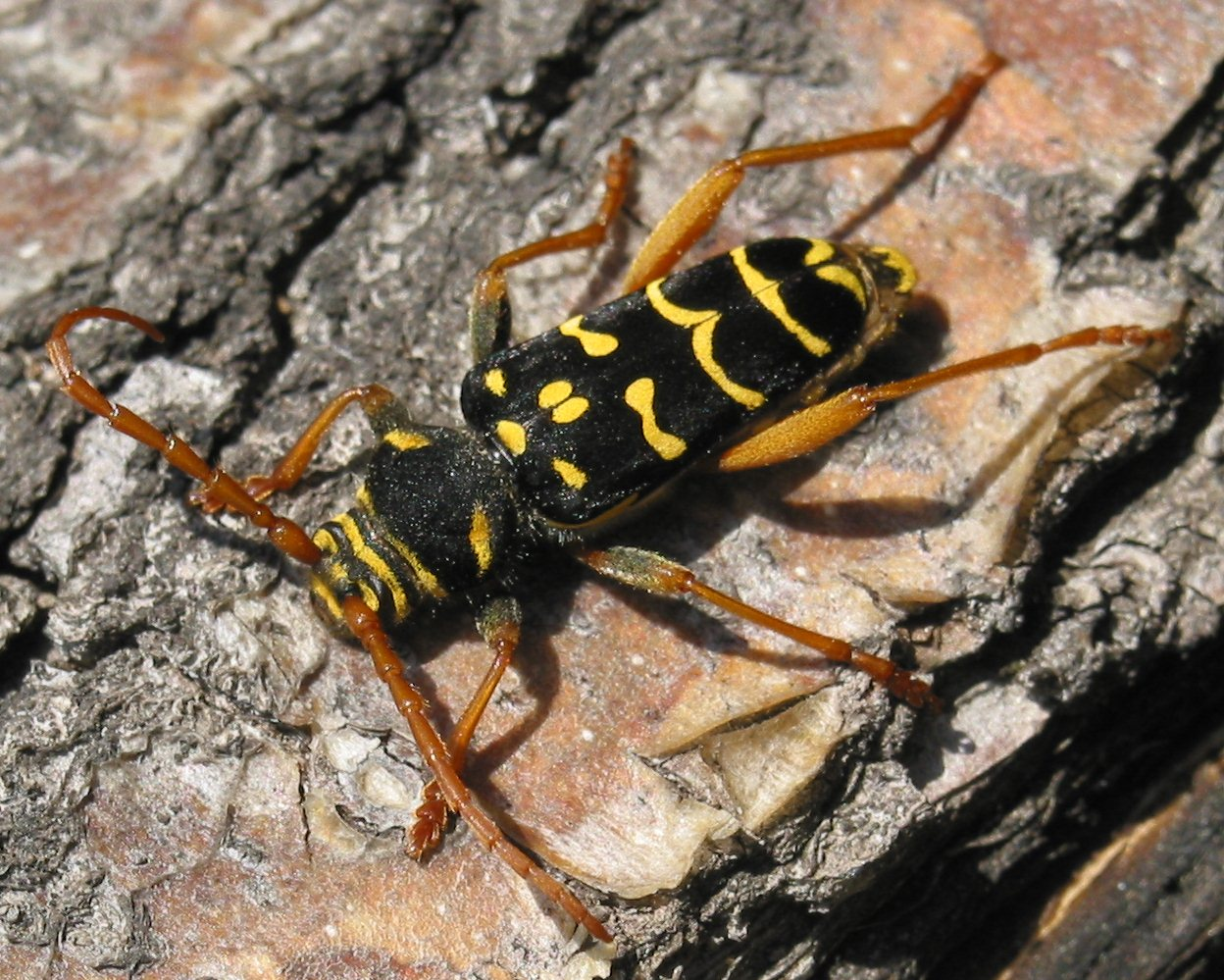
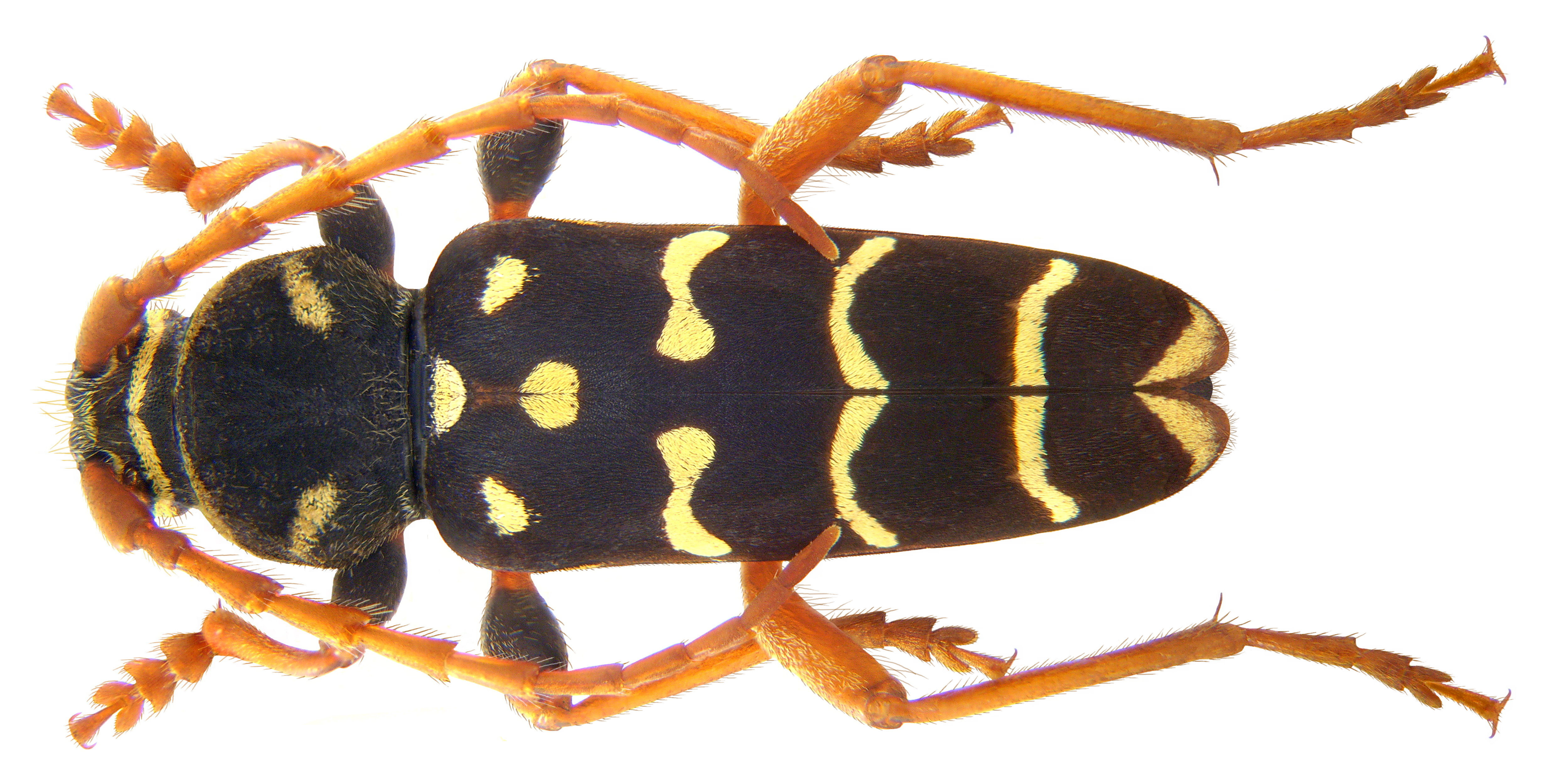
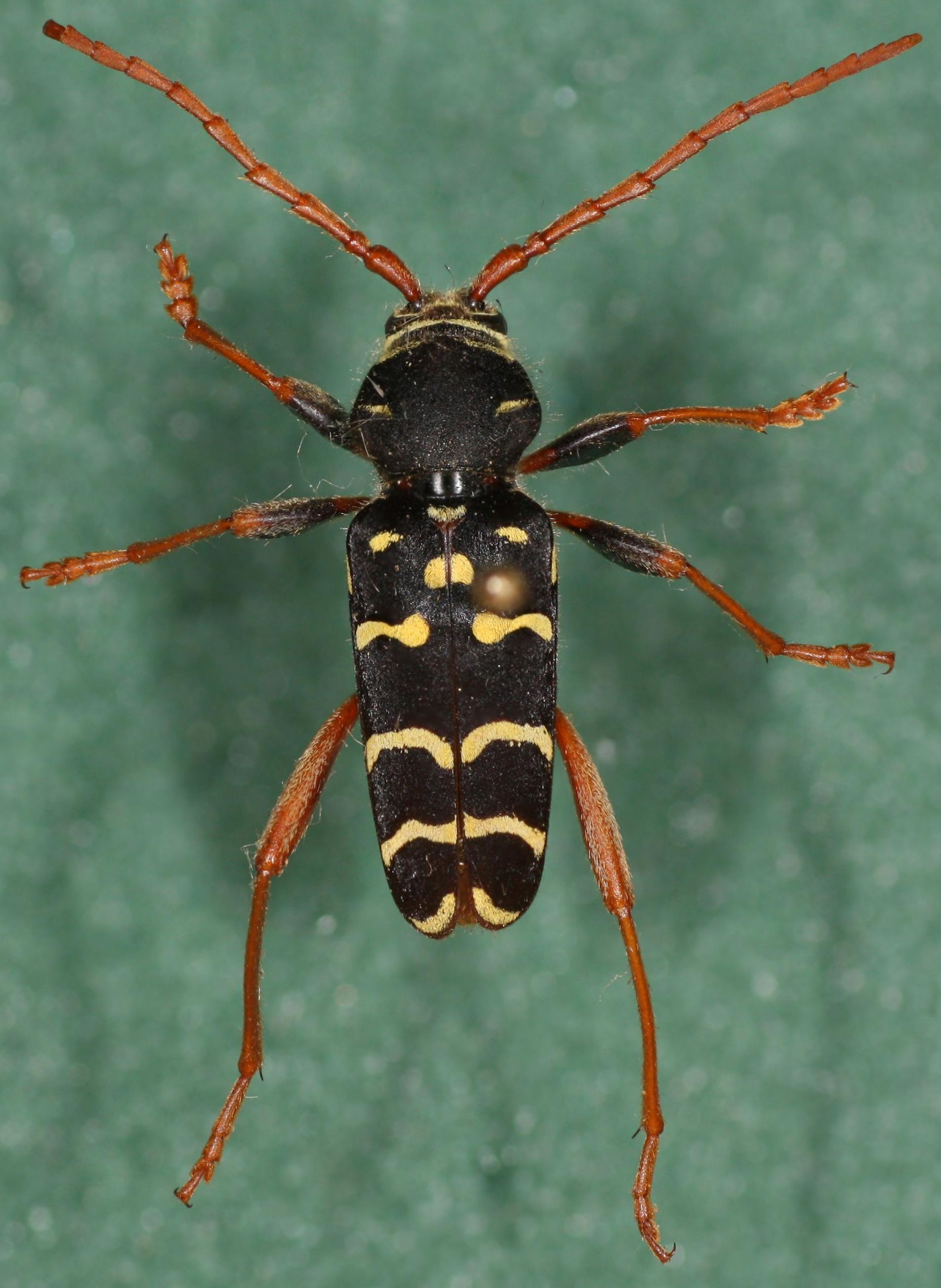
♂